# Ariane của Hà Lan
Ariane Wilhelmina Máxima Ines của Hà Lan, Vương nữ Oranje-Nassau (tiếng Hà Lan: Ariane Wilhelmina Máxima Ines, Prinses der Nederlanden, Prinses van Oranje-Nassau; sinh ngày 10 tháng 04 năm 2007) là con gái thứ ba và người con nhỏ nhất của Vua Willem-Alexander và Máxima, Vương hậu Hà Lan. Cô là thành viên của Vương thất Hà Lan và hiện đứng thứ 3 trong dòng kế vị ngai vàng của Vương quốc Hà Lan.

## Sinh
Ariane được sinh ra tại Bệnh viện Bronovo ở The Hague giờ địa phương 21:56 vào ngày 10 tháng 04 năm 2007 là con gái thứ ba của Thái tử Willem-Alexander và Thái tử phi Máxima (nay là đương kiêm quốc vương và hoàng hậu Hà Lan). Vương nữ Ariane nặng 4,135 kg (£ 9,12) và cao 52 cm (20,5 inch) lúc sinh. Sáng hôm sau, Willem-Alexander xuất hiện trên truyền hình với con gái mới của mình. tên của cô đã được công bố vào ngày 13 tháng 4, giấy khai sinh đã được đăng ký ở The Hague.

## Liên kết
- Royal House of the Netherlands Lưu trữ ngày 30 tháng 5 năm 2013 tại Wayback Machine
- Lưu trữ ngày 11 tháng 9 năm 2015 tại Wayback Machine (official website Dutch Royal House)